# Doblez (lectura)

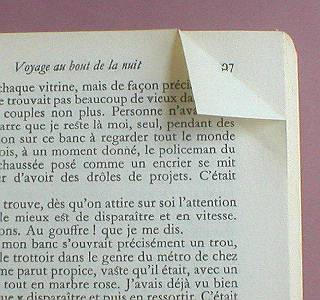
Un doblez clásico.

Un doblez es una marca efectuada en la esquina superior de la página de un libro.

## Técnica del doblez
El doblez se obtiene doblando firmemente la esquina de la página elegida con una pequeña longitud de hipotenusa (normalmente uno o dos centímetros) con el fin de no deteriorar demasiado la página. El pliegue se hace hacia el interior de la página que se quiere señalar.
Existe una alternativa menos frecuente, según la cual la página entera se dobla en dos, en paralelo a la encuadernación. Según sus partidarios, esta alternativa permite dañar menos el papel.

## Utilidad del doblez
Esta práctica, que es una alternativa al marcapáginas, tiene algunas ventajas. Económicamente, exime de la compra de marcapáginas. Es permanente, y al contrario que el marcapáginas, no se puede caer. Sin embargo, incluso desdoblado, el doblez deja una marca: no debe utilizarse para los libros de bibliotecas o libros históricos de gran valor.
- Datos: Q2302111
- Multimedia: Dog-eared pages / Q2302111